# Braúnas
Braúnas este un oraș în unitatea federativă Minas Gerais (MG), Brazilia.